# العلاقات الكويتية الإيطالية
العلاقات الكويتية الإيطالية هي العلاقات الثنائية التي تجمع بين الكويت وإيطاليا.

## مقارنة بين البلدين
هذه مقارنة عامة ومرجعية للدولتين:
| وجه المقارنة                                              | الكويت        | إيطاليا                                                  |
| --------------------------------------------------------- | ------------- | -------------------------------------------------------- |
| المساحة (كم2)                                             | 17.82 ألف     | 301.34 ألف                                               |
| عدد السكان (نسمة)                                         | 4.14 مليون    | 60.60 مليون                                              |
| الكثافة السكانية (ن./كم²)                                 | 232.32        | 201.1                                                    |
| العاصمة                                                   | مدينة الكويت  | روما، فلورنسا، تورينو                                    |
| اللغة الرسمية                                             | اللغة العربية | اللغة الإيطالية                                          |
| العملة                                                    | دينار كويتي   | يورو، ليرة إيطالية                                       |
| الناتج المحلي الإجمالي (بليون دولار)                      | 120.13 مليار  | 1.93 تريليون                                             |
| الناتج المحلي الإجمالي (تعادل القوة الشرائية) بليون دولار | 290.53 مليار  | 2.26 تريليون                                             |
| الناتج المحلي الإجمالي الاسمي للفرد دولار أمريكي          | 29.30 ألف     | 29.96 ألف                                                |
| الناتج المحلي الإجمالي للفرد دولار أمريكي                 | 73.25 ألف     | 35.46 ألف                                                |
| مؤشر التنمية البشرية                                      | 0.816         | 0.873                                                    |
| رمز المكالمات الدولي                                      | +965          | +39                                                      |
| رمز الإنترنت                                              | .kw           | .it                                                      |
| المنطقة الزمنية                                           | ت ع م+03:00   | توقيت وسط أوروبا، ت ع م+01:00، ت ع م+02:00، أوروبا/روما ‏ |

## مدن متوأمة
في ما يلي قائمة باتفاقيات التوأمة بين مدن كويتية وإيطالية:
- ترتبط مدينة الكويت مع فلورنسا باتفاقية توأمة منذ 2011.

## منظمات دولية مشتركة
يشترك البلدان في عضوية مجموعة من المنظمات الدولية، منها:
| علم المنظمة | اسم المنظمة                               | تاريخ انضمام الكويت | تاريخ انضمام إيطاليا |
| ----------- | ----------------------------------------- | ------------------- | -------------------- |
|             | يونسكو                                    | 18 نوفمبر 1960      | ?                    |
|             | مؤسسة التمويل الدولية                     | 13 سبتمبر 1962      | 27 ديسمبر 1956       |
|             | المركز الدولي لتسوية المنازعات الاستشارية | 4 مارس 1979         | 28 أبريل 1971        |
|             | منظمة حظر الأسلحة الكيميائية              | ?                   | ?                    |
|             | مؤسسة التنمية الدولية                     | 13 سبتمبر 1962      | 24 سبتمبر 1960       |
|             | منظمة التجارة العالمية                    | ?                   | 1995                 |
|             | وكالة ضمان الاستثمار متعدد الأطراف        | 12 أبريل 1988       | 29 أبريل 1988        |
|             | الاتحاد البريدي العالمي                   | ?                   | ?                    |
|             | منظمة الشرطة الجنائية الدولية             | ?                   | ?                    |
|             | الأمم المتحدة                             | 14 مايو 1963        | 14 ديسمبر 1955       |
|             | الاتحاد الدولي للاتصالات                  | 14 أغسطس 1959       | 1866                 |
|             | البنك الدولي للإنشاء والتعمير             | 13 سبتمبر 1962      | 27 مارس 1947         |
|             | المنظمة الهيدروغرافية الدولية             | ?                   | ?                    |
|             | البنك الإفريقي للتنمية                    | ?                   | ?                    |

## وصلات خارجية
- موقع وزارة الخارجية الكويتية
- موقع وزارة الخارجية الإيطالية